# State of Origin 2000
Die State of Origin Series 2000 waren die 21. Ausgabe des Rugby-League-Turniers State of Origin. Es bestand aus drei Spielen, die zwischen dem 10. Mai und dem 7. Juni stattfanden. New South Wales gewann die Series 3-0.

## Spiel 1
| 10. Mai | New South Wales Blues                                                | 20 : 16       | Queensland Maroons                                                            | Stadium Australia, Sydney Zuschauer: 61.511 Schiedsrichter: Bill Harrigan |
| 10. Mai | Versuche: MacDougall (2), Girdler, Peachey Erhöhungen: Girdler (2/4) | (6:8) Bericht | Versuche: Lam (2), Rogers Erhöhungen: Rogers (1/3) Straftritte: Lockyer (1/1) | Stadium Australia, Sydney Zuschauer: 61.511 Schiedsrichter: Bill Harrigan |

| 1                  | David Peachey   |
| 2                  | Adam MacDougall |
| 3                  | Ryan Girdler    |
| 4                  | Shaun Timmins   |
| 5                  | Jamie Ainscough |
| 6                  | Brad Fittler    |
| 7                  | Brett Kimmorley |
| 8                  | Robbie Kearns   |
| 9                  | Geoff Toovey    |
| 10                 | Rodney Howe     |
| 11                 | Bryan Fletcher  |
| 12                 | David Furner    |
| 13                 | Ben Kennedy     |
| Auswechselspieler: |                 |
| 14                 | Scott Hill      |
| 15                 | Terry Hill      |
| 16                 | Michael Vella   |
| 17                 | Jason Stevens   |

| 1                  | Darren Lockyer     |
| 2                  | Mat Rogers         |
| 3                  | Paul Bowman        |
| 4                  | Darren Smith       |
| 5                  | Wendell Sailor     |
| 6                  | Ben Ikin           |
| 7                  | Adrian Lam         |
| 8                  | Shane Webcke       |
| 9                  | Jason Hetherington |
| 10                 | Martin Lang        |
| 11                 | Gorden Tallis      |
| 12                 | Brad Thorn         |
| 13                 | Jason Smith        |
| Auswechselspieler: |                    |
| 14                 | Paul Green         |
| 15                 | Tonie Carroll      |
| 16                 | Russell Bawden     |
| 17                 | Steve Price        |

## Spiel 2
| 24. Mai | Queensland Maroons                                                  | 10 : 28       | New South Wales Blues                                                       | Suncorp Stadium, Brisbane Zuschauer: 38.796 Schiedsrichter: Bill Harrigan |
| 24. Mai | Versuche: Tallis Erhöhungen: Rogers (1/1) Straftritte: Rogers (2/2) | (4:0) Bericht | Versuche: Fittler, Furner, Girdler, Hill, Timmins Erhöhungen: Girdler (4/5) | Suncorp Stadium, Brisbane Zuschauer: 38.796 Schiedsrichter: Bill Harrigan |

| 1                  | Darren Lockyer     |
| 2                  | Mat Rogers         |
| 3                  | Paul Bowman        |
| 4                  | Darren Smith       |
| 5                  | Matt Sing          |
| 6                  | Julian O’Neill     |
| 7                  | Adrian Lam         |
| 8                  | Shane Webcke       |
| 9                  | Jason Hetherington |
| 10                 | Martin Lang        |
| 11                 | Gorden Tallis      |
| 12                 | Brad Thorn         |
| 13                 | Jason Smith        |
| Auswechselspieler: |                    |
| 14                 | Paul Green         |
| 15                 | Tonie Carroll      |
| 16                 | Russell Bawden     |
| 17                 | Steve Price        |

| 1                  | Tim Brasher     |
| 2                  | Adam MacDougall |
| 3                  | Ryan Girdler    |
| 4                  | Shaun Timmins   |
| 5                  | Jamie Ainscough |
| 6                  | Brad Fittler    |
| 7                  | Brett Kimmorley |
| 8                  | Robbie Kearns   |
| 9                  | Geoff Toovey    |
| 10                 | Rodney Howe     |
| 11                 | Bryan Fletcher  |
| 12                 | Ben Kennedy     |
| 13                 | Scott Hill      |
| Auswechselspieler: |                 |
| 14                 | Andrew Johns    |
| 15                 | David Furner    |
| 16                 | Adam Muir       |
| 17                 | Jason Stevens   |

## Spiel 3
| 7. Juni | New South Wales Blues | 56 : 16         | Queensland Maroons                                       | Stadium Australia, Sydney Zuschauer: 58.767 Schiedsrichter: Bill Harrigan |
| 7. Juni | Versuche: Girdler (3), Gidley (2), Fletcher, Johns, Muir, MacDougall Erhöhungen: Girdler (9/9) Straftritte: Girdler (1/1) | (20:10) Bericht | Versuche: Rogers, Smith, Tallis Erhöhungen: Rogers (2/3) | Stadium Australia, Sydney Zuschauer: 58.767 Schiedsrichter: Bill Harrigan |

| 1                  | Tim Brasher     |
| 2                  | Adam MacDougall |
| 3                  | Ryan Girdler    |
| 4                  | Matthew Gidley  |
| 5                  | Jamie Ainscough |
| 6                  | Brad Fittler    |
| 7                  | Brett Kimmorley |
| 8                  | Robbie Kearns   |
| 9                  | Geoff Toovey    |
| 10                 | Jason Stevens   |
| 11                 | Bryan Fletcher  |
| 12                 | Ben Kennedy     |
| 13                 | Scott Hill      |
| Auswechselspieler: |                 |
| 14                 | Andrew Johns    |
| 15                 | David Furner    |
| 16                 | Adam Muir       |
| 17                 | Michael Vella   |

| 1                  | Darren Lockyer     |
| 2                  | Mat Rogers         |
| 3                  | Paul Bowman        |
| 4                  | Matt Sing          |
| 5                  | Wendell Sailor     |
| 6                  | Ben Ikin           |
| 7                  | Adrian Lam         |
| 8                  | Shane Webcke       |
| 9                  | Jason Hetherington |
| 10                 | Martin Lang        |
| 11                 | Gorden Tallis      |
| 12                 | Chris McKenna      |
| 13                 | Darren Smith       |
| Auswechselspieler: |                    |
| 14                 | Julian O’Neill     |
| 15                 | Brad Thorn         |
| 16                 | Tonie Carroll      |
| 17                 | Craig Greenhill    |

## Man of the Match
| Spiel | Man of the Match |
| ----- | ---------------- |
| 1     | Adam MacDougall  |
| 2     | Tim Brasher      |
| 3     | Ryan Girdler     |